# Magaly Hars
Magaly Hars est une gymnaste française de haut niveau, née le 5 novembre 1979 à Dunkerque (Nord). Elle est docteur en sciences et techniques des activités physiques et sportives.

## Biographie
Détectée par la directrice de l'école maternelle — également responsable du club de gym — Magaly Hars fait ses débuts en gymnastique à l'âge de trois ans dans la section baby-gym de l’Étoile gymnique de Saint-Pol-sur-Mer.
Figurant parmi les meilleures françaises depuis 2001, date de sa première intégration en équipe de France, Magaly Hars, petite blonde aux yeux bleus dont sa sœur jumelle Mélany Hars est également gymnaste, multiplie les titres aux championnats de France individuels. Ses bons résultats obtenus en 2001 lui ouvrent en effet les portes de l'équipe de France, avec à la clef une première participation aux championnats du monde.
Elle intègre alors l'institut national du sport et de l'éducation physique (INSEP) à l'âge tardif de 21 ans. Après des mois d'expérience, elle décide de retourner s'entraîner au club de La Jean Bart Dunkerque, auprès de son entraîneur de toujours, Geneviève Vyncke. Néanmoins, tout en s'entraînant à Dunkerque, elle continue à fréquenter l'INSEP où elle prépare son doctorat en sciences et techniques des activités physiques et sportives (STAPS) au laboratoire de recherche de l'INSEP. Sa thèse porte sur la réactivité des rythmes électrocorticaux chez les sportifs de haut niveau.
En 2005, elle participe au film américain Stick It sur l'univers de la gymnastique. Elle obtient le titre de vice-championne de France Élite.
Magaly signe son retour aux championnats du monde en 2006 mais une déchirure aux abdominaux une semaine avant la compétition la prive de la place de titulaire. En 2007, elle termine 14e aux universiades de Bangkok, seule représentante de la gymnastique française et désignée porte-drapeau de la délégation française, après avoir obtenu sept titres de championne de France universitaire. 
En 2008, Magaly est retenue en équipe de France comme remplaçante pour les jeux olympiques de Pékin. Elle obtient le titre de championne de France au saut de cheval (ainsi qu'en 2009).
En 2011, après avoir brillamment soutenu sa thèse de doctorat et enseigné à l'université de Reims-Champagne-Ardenne puis l'université d'Artois, elle décide de mettre entre parenthèses sa carrière professionnelle pour se consacrer pleinement à l'entraînement dans l'optique d'intégrer l'équipe de France pour les jeux olympiques de Londres en 2012.
En pleine préparation olympique, Magaly se blesse au tendon d'Achille en mars 2012. Elle décide de mettre fin à sa carrière de gymnaste et rejoint la Suisse, où elle occupe un poste au Service des Maladies Osseuses aux Hôpitaux Universitaires de Genève, aux côtés de sa sœur jumelle Mélany Hars.

## Palmarès
Magaly Hars est :
- membre de l'équipe de France depuis 2001 ;
- 12e aux championnats du monde 2001 ;
- vice-championne de France au concours général en 2005 ;
- médaillée de bronze au sol et au saut de cheval aux championnats de France Élite ;
- 14e aux universiades 2007 ;
- sept fois championne de France universitaire ;
- six fois vainqueur de la Coupe de France avec son club ;
- championne de France 2008 et 2009 au saut de cheval ;
- remplaçante pour les jeux olympiques de Pékin en 2008.